# Paternò
Paternò é uma comuna italiana da região da Sicília, província de Catania, com cerca de 44.670 habitantes. Estende-se por uma área de 144 km², tendo uma densidade populacional de 310 hab/km². Faz fronteira com Belpasso, Biancavilla, Castel di Judica, Centuripe (EN), Ragalna, Ramacca, Santa Maria di Licodia.

## Demografia
| Variação demográfica do município entre 1861 e 2011                               |
|                                                                                   |
| Fonte: Istituto Nazionale di Statistica (ISTAT) - Elaboração gráfica da Wikipedia |